# Celle di Bulgheria
Celle di Bulgheria là một đô thị (comune) thuộc tỉnh Salerno trong vùng Campania của Ý. Celle di Bulgheria có diện tích km2, dân số là người (thời điểm ngày).